# John Parnell (2e baron Congleton)
Pour les articles homonymes, voir Parnell.
John Vesey Parnell, 2e baron Congleton (16 juin 1805 - 23 octobre 1883) est le fils d'Henry Parnell (1er baron Congleton) (3 juillet 1776 - 8 juin 1842) et de Caroline Elizabeth Dawson-Damer (morte le 16 février 1861). Membre  des frères de Plymouth, il est l'un de leurs premiers missionnaires. 

## Biographie
John Vesey Parnell fait ses études en France, puis à l'Université d'Édimbourg, en Écosse. Il accède au titre de 2e baron Congleton, de Congleton, Chester, le 8 juin 1842. Il devient 5e baronnet Parnell, de Rathleague, comté de Queen's le 8 juin 1842.
Son premier mariage est avec Nancy Cronin, sœur de l'homéopathe Edward Cronin, en 1831 à Alep où elle meurt en 1832 avant d'atteindre Bagdad. Veuve arménienne, vivant en Iran, madame Khatoon Moscow, fille d'Ovauness Moscow, devient sa seconde épouse en 1833. Son troisième mariage est avec Margaret Catherine Ormerod, fille de Charles Ormerod, le 21 février 1867 - avec elle, Parnell a sa fille unique, Sarah Cecilia (5 août 1868 - 26 avril 1912).
Il est apparenté au patriote irlandais Charles Stewart Parnell. La vie de Parnell est marquée par la simplicité : lorsqu'il vivait à Teignmouth, dans le Devon, il prend une modeste maison pour le loyer annuel de 12,00 £. Sa maison sans moquette est meublée de simples chaises en bois, d'une table en bois ordinaire et non vernie, de couverts en acier et de cuillères à café en étain. Il pratique la générosité : il a l'habitude de consacrer la moitié de ses revenus aux œuvres chrétiennes. Parmi ses amis, il compte George Müller, le célèbre philanthrope des Frères de Bristol.
Congleton est mort tôt le matin du 23 octobre 1883 sur un simple lit de fer portatif. L'une de ses dernières paroles est réputée être les paroles du martyr chrétien Étienne : « Seigneur Jésus, reçois mon esprit ».

## Frères de Plymouth
Parnell rencontre pour la première fois d'autres chrétiens partageant les mêmes idées en 1829 à Dublin, dont John Nelson Darby, Edward Cronin (en) et Francis Hutchinson. Il paye le loyer d'une grande salle des ventes dans la rue Aungier pour l'usage de la communion et de la prière le jour du Seigneur (dimanche). Il pense que la table du Seigneur devrait être un témoignage public de la position des Frères. Aungier Street est la première salle de réunion publique du mouvement qui est connu sous le nom de frères de Plymouth et ils commencent à célébrer l'Eucharistie au printemps 1830. Quand il s'installe à Londres, il vit à Welbeck Street, Londres, où se trouve la salle de réunion des frères .
Il reste membre le reste de sa vie des Frères de Plymouth et est l'un de leurs pionniers missionnaires. Parnell se rend en septembre 1830 à Bagdad dans l'Empire ottoman avec son beau-frère Edward Cronin et John Kitto (en) pour rendre visite à Anthony Norris Groves. Il part avec des livres, des médicaments et une presse à imprimer et arrive en juin 1831. L'ensemble du groupe rencontre une résistance extrême de la part des musulmans locaux à leurs efforts et se retire en Inde jusqu'en 1837, où Groves établit une œuvre missionnaire de foi durable.
Lorsque Lord Congleton devient le 2e baron, étant un frère de Plymouth, il ne se range du côté d'aucun parti et entre à la Chambre des lords comme crossbencher. Les frères de Plymouth s'abstiennent généralement de toute politique partisane.
Il publie sa traduction des Psaumes à la maison d'édition de William Yapp de 70 Welbeck Street, Londres en 1860, avec une révision en 1875 contenant des notes interprétatives publiées par James E. Hawkins de la même adresse. Congleton publie également un livret The Open Meeting décrivant la manière du ministère parmi les frères de Plymouth.
La banlieue d'Auckland de Parnell porte son nom.